# Leonor de Portugal, rainha da Dinamarca
Leonor Afonso de Portugal (em dinamarquês: Eleonore; 1211 — 28 de agosto de 1231) foi uma princesa portuguesa, a única filha de Afonso II de Portugal e de Urraca de Castela.
Pelo seu casamento, em 1229, com Valdemar III da Dinamarca, o Jovem, filho mais velho de Valdemar II e seu co-regente, tornou-se também rainha consorte daquele reino, do qual já antes havia sido monarca a princesa Berengária de Portugal, sua tia.
Morreu de parto em 1231, mas o seu rebento também não sobreviveu, pelo que, ao falecer o seu marido pouco depois, nesse mesmo ano, a coroa passou para os irmãos que o defunto monarca havia do segundo casamento do seu pai, precisamente com a tia da rainha, Berengária: Érico, Abel e Cristóvão I da Dinamarca.